# Caprinae
Caprinae é uma subfamília da família Bovidae que inclui bodes domésticos e cabras, ovelhas, íbexes, entre outros. O adjectivo referente ao grupo é caprino. A criação desse tipo de animal pode ser denominada de caprinocultura, para as cabras, ou ovinocultura, para as ovelhas.
O grupo surgiu no Miocénico, mas só se tornou diversificado durante a última Idade do Gelo, quando muitos dos seus membros ocuparam habitats marginais como tundras, regiões subárticas ou desérticas. Os caprinos têm geralmente uma constituição robusta e são bastante flexíveis na sua alimentação, podendo consumir quase todos os tipos de matéria vegetal.
A maioria das espécies da Era Glacial estão extintas, maior parte provavelmente por causa da interação humana. Das espécies sobreviventes:
- cinco são classificados como em perigo de extinção;
- oito como vulneráveis;
- sete até agora necessitam medidas de conservação mas o risco é mais baixo; e
- sete espécies estão seguras.

Os membros do grupo variam consideravelmente em tamanho, de 1 metro do Goral Cinzento, Nemorhaedus goral, para mais de  2,5 metros do boi-almiscarado, e de 30 kg para mais de 350 kg. Bois-almiscarados em cativeiro podem passar de 650 kg.
No estilo de vida, os caprinos caem em duas classes, os defensores do recurso que são territoriais e defendem uma pequena área rica em alimentos de outros membros da mesma espécie, e os pastadores, que juntam-se em rebanhos e vagueiam livremente sobre uma área maior, geralmente relativamente infértil.
Os defensores do recurso são um grupo mais primitivo: tendem a ser menores no tamanho, escuros na coloração, os machos e as fêmeas são razoavelmente iguais, orelhas tasseladas, uma crina longa, e chifres em forma de adaga. Os pastadores evoluíram mais recentemente. Tendem a ser maiores, altamente sociais, e demarcar melhor os territórios com glândulas odoríferas, evoluíram altamente nos comportamentos de dominância. Não há nenhuma linha divisória entre os grupos, apenas um continuidade iniciando nos Serows e terminando em carneiros, cabras verdadeiras e bois-almiscarados.
É pensado que os antepassados dos carneiros e das cabras modernas moveram-se para regiões montanhosas: os carneiros tornaram-se ocupantes especializados das elevações e das planícies próximas, e de pular e escalar para defender-se dos predadores; cabras adaptaram-se ao terreno muito íngreme onde os predadores estão em desvantagem.

## Classificação
- Subfamília Caprinae
  - Gênero Ammotragus

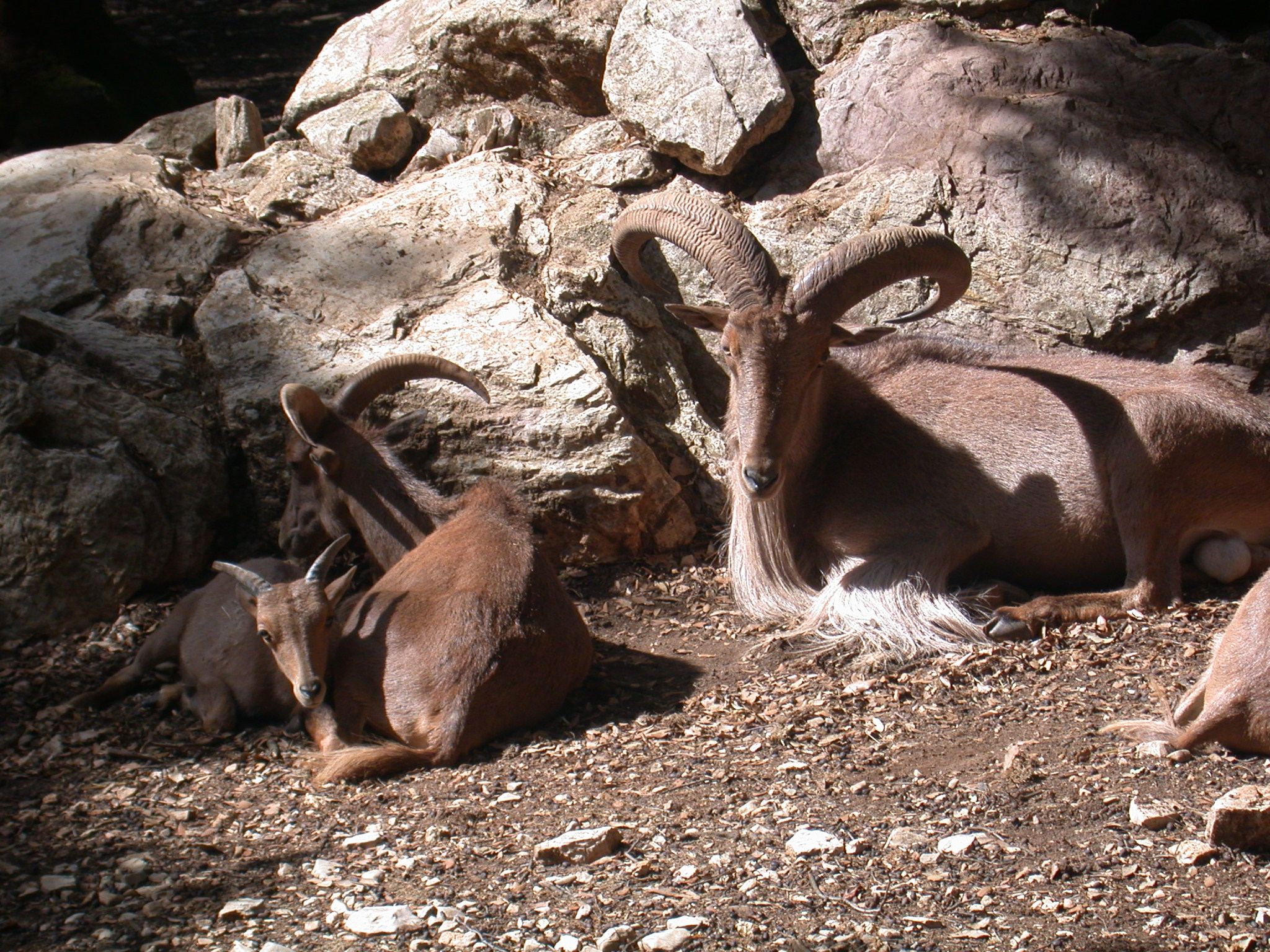
Carneiro-bárbaro (Ammotragus Lervia)

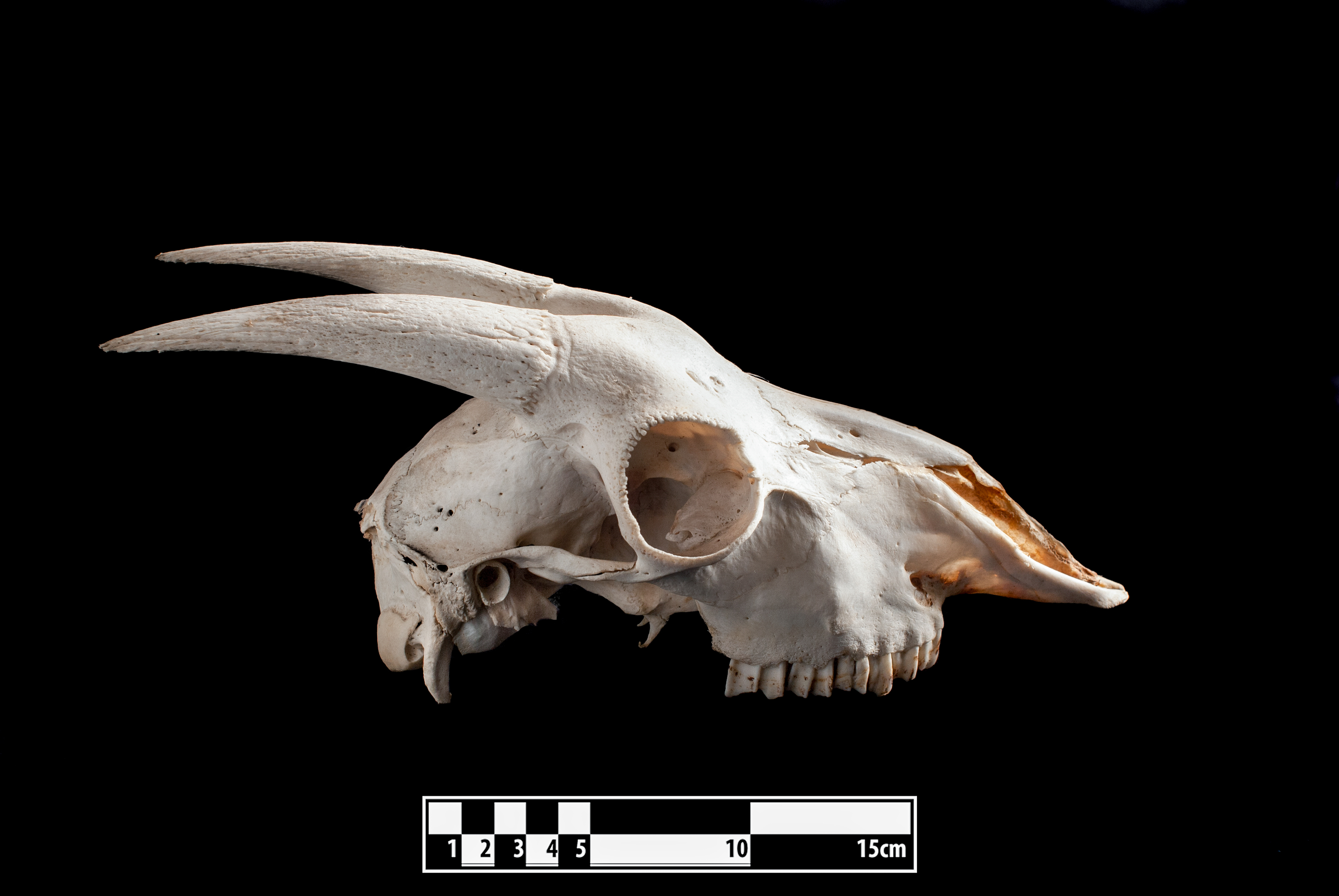
Crânio da cabra em exposição no MAV/USP.

    - Ammotragus lervia — Carneiro-da-barbária, Arruí ou Aoudad

  - Gênero Arabitragus
    - Arabitragus jayakari — Tar-árabe

  - Gênero Budorcas
    - Budorcas taxicolor — Takin

  - Gênero Capra
    - Capra aegagrus — Cabra-selvagem
      - Capra aegagrus hircus - Cabra-doméstica

    - Capra caucasica — Tur-do-cáucaso-ocidental
    - Capra cylindricornis — Tur-do-cáucaso-oriental
    - Capra falconeri — Markhor
    - Capra ibex — Íbex-dos-alpes
    - Capra nubiana — Íbex-da-núbia
    - Capra pyrenaica  — Íbex-dos-pirenéus
    - Capra sibirica — Íbex-siberiano
    - Capra walie — Íbex-walia

  - Gênero Capricornis
    - Capricornis crispus — Serau-japonês
    - Capricornis rubidus — Serau-vermelho
    - Capricornis sumatraensis — Serau-continental
    - Capricornis swinhoei — Serau-de-taiwan

  - Gênero Hemitragus
    - Hemitragus jemlahicus — Tar-himalaio

  - Gênero Nemorhaedus
    - Nemorhaedus baileyi — Goral-vermelho-tibetano
    - Nemorhaedus caudatus — Goral-de-cauda-longa
    - Nemorhaedus cranbrooki — Goral-vermelho-birmanês
    - Nemorhaedus evansi — Goral-birmanês
    - Nemorhaedus goral — Goral-do-himalaia
    - Nemorhaedus griseus — Goral-chinês

  - Gênero Nilgiritragus
    - Nilgiritragus hylocrius — Tar-Nilgiri

  - Gênero Oreamnos
    - Oreamnos americanus — Cabra-das-rochosas

  - Gênero Ovibos
    - Ovibos moschatus — Boi-almiscarado

  - Gênero Ovis
    - Ovis ammon — Argali ou Carneiro-da-Montanha
    - Ovis aries — Carneiro-doméstico
    - Ovis canadensis — Carneiro-selvagem norte-americano
    - Ovis dalli — Carneiro-de-dall
    - Ovis orientalis - Carneiro-selvagem-eurasiático
      - Ovis orientalis orientalis — Muflão-europeu
      - Ovis orientalis vignei — Urial

    - Ovis nivicola - Carneiro das Neves

  - Gênero Pseudois
    - Pseudois nayaur — Carneiro-azul
    - Pseudois schaeferi — Carneiro-azul-anão

  - Gênero Rupicapra
    - Rupicapra pyrenaica — Camurça-dos-pireneus
    - Rupicapra rupicapra — Camurça